# Evolve (мини-альбом)
Evolve — второй мини-альбом американской дэткор группы Chelsea Grin, который вышел 19 июня 2012 года на лейбле Artery Recordings. Это первый альбом, в записи которого участвовал гитарист Джейсон Ричардсон, ранее игравший в Born of Osiris и последний альбом с участием ударника Эндрю Карлстона. На “Evolve” группа впервые использовала чистый вокал.

## Стиль
В музыкальном плане альбом показывает незначительное прогрессивное влияние наряду с мелодией, в отличие от предыдущих релизов.

## Запись альбома
Chelsea Grin начали работу над альбомом в конце 2011 года. Вскоре после анонса группу покинул гитарист Майкл Стаффорд, а на замену ему пришёл Джейсон Ричардсон. 9 мая 2012 года Artery Recordings начали рекламировать песню «Lilith».

## Список композиций
| №                   | Название                | Длительность |
| ------------------- | ----------------------- | ------------ |
| 1.                  | «The Second Coming»     | 4:40         |
| 2.                  | «Lilith»                | 4:00         |
| 3.                  | «S.H.O.T.»              | 3:23         |
| 4.                  | «Confession»            | 3:29         |
| 5.                  | «Don't Ask, Don't Tell» | 5:21         |
| Общая длительность: | Общая длительность:     | 20:53        |

| №                   | Название                      | Длительность |
| ------------------- | ----------------------------- | ------------ |
| 6.                  | «The Human Condition (Remix)» | 4:05         |
| Общая длительность: | Общая длительность:           | 24:58        |

## Участники записи
- Алекс Кёлер — вокал
- Дэвид Флинн — бас-гитара
- Джейкоб Хармонд — ритм-гитара
- Дэн Джонс — соло и ритм-гитара
- Джейсон Ричардсон — соло-гитара, программирование
- Эндрю Карлстон — барабаны

## Чарты
| Чарт                              | Позиция |
| --------------------------------- | ------- |
| U.S. Billboard 200                | 64      |
| U.S. Billboard Rock Albums        | 27      |
| U.S. Billboard Independent Albums | 13      |
| U.S. Billboard Hard Rock Albums   | 4       |